# Willie Hightower (Trompeter)
Willie H. Hightower (* Oktober 1888 in Nashville; † Dezember 1959 in Chicago) war ein amerikanischer Jazzmusiker (Kornett, Trompete).
Hightower spielte zwischen 1908 und 1917 in New Orleans in einer Gruppe mit Namen American Stars. Gemeinsam mit der Pianistin Lottie Frost war er auch als Begleiter der Vaudevilleshow The Smart Set tätig; 1917 heiratete er Frost. Mit The Smart Set arbeitete er im Strand Theater in Jacksonville (1916–1917), dann in Mississippi (1917), um am Ende der Dekade nach Chicago zu ziehen. Hightower spielte in den frühen 1920er Jahren in Chicagoer Bands. 1925 wurde er Mitglied der Gruppe von Carroll Dickerson; dann spielte er in der Gruppe seiner Frau, Lottie Hightowers Nighthawks, die 1927 mit Richard M. Jones für das Label Black Patti aufnahm.
In den 1930er Jahren war er wieder bei Dickerson tätig, aber auch als Theatermusiker; 1933 arbeitete er mit Andrew Hilaire in 1933. Um 1940 beendete er seine Aktivitäten als Musiker.